# Michael Pérez Ortiz
Michael Pérez Ortiz  (Zapopan, Jalisco, México, 14 de febrero de 1993) es un futbolista mexicano. Juega como volante de contención y actualmente se encuentra en el Sporting F. C. de la Primera División de Costa Rica.

## Trayectoria

### Inicios y Club Deportivo Guadalajara
Michael inició en las Fuerzas Básicas de Chivas, a los 12 años de edad, donde jugó en las categorías menores Sub-15 y Sub-17, al ser visoreado por José Luis Real, donde vio su talento y, para el inicio del Apertura 2010, fue mandado al equipo de la tercera división Chivas Rayadas, donde estuvo 2 años, para que, al inicio del Apertura 2012, fuera llevado al primer equipo por John van 't Schip.
Debuta el 14 de octubre de 2012 en el empate 1-1 antes Jaguares de Chiapas.

### Deportivo Tepic
Para el Apertura 2014, el técnico Carlos Bustos no requirió de sus servicios y fue enviado a Deportivo Tepic en calidad de Préstamo por 1 año, con el fin de retomar su nivel.

### Club Deportivo Guadalajara (Segunda Etapa)
Para el inicio del Apertura 2015, por petición de José Manuel de la Torre, regresó a Chivas en su segunda etapa siendo el quinto refuerzo de Chivas. Al finalizar el Apertura 2019, no entró en más planes de Luis Fernando Tena.

### Querétaro Fútbol Club
El 5 de enero de 2020, llegó a un acuerdo con la directiva de los Gallos Blancos del Querétaro, donde se oficializa su traspaso de cara al Clausura 2020.

### Dorados de Sinaloa
El 5 de septiembre de 2020, se Anunció por parte de Dorados de Sinaloa la contratación para disputar el Apertura 2020, en la Liga BBVA Expansión MX.

## Selección nacional

### Sub-22
Tras buenas actuaciones en Coras de Tepic, el técnico de la Selección Sub-22 Raúl Gutiérrez, lo llama para un par de partidos amistosos.
Fue llamado en la lista Pre-liminar de 35 jugadores para los Juegos Panamericanos de Canadá 2015, donde estuvo en la lista final de 18 jugadores.
Tras tener un buen torneo con Chivas, fue llamado a la pre-lista de 25 jugadores rumbo a los Juegos Olímpicos de Río 2016, el 11 de julio de 2016 está dentro de los 18 jugadores rumbio a Río 2016, con el fin de ser bi-campeones olímpicos.

### Participación en Juegos Panamericanos
| Mundial                   | Sede    | Resultado        |
| ------------------------- | ------- | ---------------- |
| Juegos Panamericanos 2015 | Toronto | Medalla de plata |

### Participaciones en Juegos Olímpicos
| Torneo                   | Sede           | Resultado      | Partidos | Goles |
| ------------------------ | -------------- | -------------- | -------- | ----- |
| Juegos Olímpicos de 2016 | Río de Janeiro | Fase de grupos | 3        | 0     |

## Palmarés
| Liga         | Equipo      | Sede           | Año  |
| ------------ | ----------- | -------------- | ---- |
| Copa MX      | Guadalajara | México         | 2015 |
| Supercopa MX | Guadalajara | Estados Unidos | 2016 |
| Copa MX      | Guadalajara | México         | 2017 |
| Liga MX      | Guadalajara | México         | 2017 |

#### Campeonatos internacionales
| Título            | Club        | País   | Año  |
| ----------------- | ----------- | ------ | ---- |
| Liga de Campeones | Guadalajara | México | 2018 |